# Паркер, Генри, 11-й барон Морли
Генри Паркер (англ. Henry Parker; январь 1533 — 22 октября 1577, Мадрид, Испания) — английский аристократ, 11-й барон Морли с 1556 года.

## Биография
Генри Паркер принадлежал к знатному и богатому роду, представители которого владели землями в Норфолке и титулом баронов Морли. Он был внуком 10-го барона Морли, сыном сэра Генри Паркера и Грейс Ньюпорт. По женской линии Генри находился в довольно близком родстве с королевским домом: его бабка была двоюродной сестрой Генриха VII, его тётка — женой виконта Рочфорда, брата второй жены Генриха VIII.
Генри-младший родился в январе 1533 года. На коронации Марии I (четвероюродной сестры) 6 октября 1553 года он был посвящён в рыцари Бани. Его отец умер в том же году, так что Генри унаследовал семейные владения и титул от деда (1556). В 1560 году барон стал лордом-лейтенантом Хартфордшира, в 1561 году он принимал королеву Елизавету в своей главной резиденции, Элингтон Морли (Норфолк). В 1569 году сэр Генри отказался подписать Акт о единообразии и вскоре покинул страну без разрешения королевы. Он жил в Брюсселе, потом — в Мадриде; известно, что в 1574 году Филипп II Испанский пожаловал ему 600 дукатов. Морли умер в Мадриде 22 октября 1577 года.
Сэр Генри был женат на Элизабет Стэнли, дочери Эдуарда Стэнли, 3-го графа Дерби, и леди Дороти Говард, внучке Томаса Говарда, 2-го герцога Норфолка. К 1576 году баронесса присоединилась к своему мужу на континенте. В этом браке родились сын Эдуард, ставший после смерти отца 12-м бароном Морли, и три дочери: Элис (жена сэра Томаса Баррингтона), Мэри (жена сэра Эдварда Левенторпа из Шингей-Холла, Хартфордшир) и Энн, жена сэра Генри Брункера, лорда-президента Манстера. Мэри стала матерью первого из баронетов Левенторп, Энн — матерью первого виконта Брункера.